# Meerwalnuss
Mnemiopsis leidyi, deutsch Meerwalnuss, ist eine Art der Rippenquallen (Ctenophora) aus der Ordnung der Lobata. Sie ernährt sich von Zooplankton, Fischlarven und -eiern. Ihr natürliches Verbreitungsgebiet ist der westliche Atlantik, wo sie an der Ostküste Nord- und Südamerikas endemisch ist.
Aufgrund der umfangreichen Auswirkungen auf aquatische Ökosysteme zählt das Helmholtz-Zentrum für Ozeanforschung Kiel Mnemiopsis leidyi zu den „berüchtigtsten invasiven marinen Lebewesen“.

## Beschreibung
Mnemiopsis leidyi ist durchsichtig-hyalin, meist etwas milchig getrübt. Sie erreicht im ausgewachsenen Zustand etwa 100 bis 110 Millimeter Körperlänge. Bei Ansicht von oben ist der Körper in Tentakel-Ebene abgeplattet. Die Körperoberfläche ist glatt, oft mit zahlreichen, warzenartigen Vorsprüngen. Bei Seitenansicht ist der Körper, von der Schmalseite aus gesehen, elliptisch im Umriss, von der breiten Seite rundlich bis beinahe birnenförmig. Der obere (der Mundöffnung entgegen liegende, aborale) Körperpol ist abgerundet, nicht zugespitzt wie bei der sehr ähnlichen und vermutlich nahe verwandten Gattung Bolinopsis. In ausgebreiteter Seitenansicht sind auf der Unterseite (oral) des Körpers verschiedene Anhänge erkennbar: zwei sehr große, seitlich sitzende Mundlappen und vier kürzere, die Mundöffnung umgebende Fortsätze, die Aurikel genannt werden. Die flachen Mundlappen erreichen etwa zwei Fünftel der Körperlänge, sie sind etwas breiter als lang, sie entspringen bereits nahe dem vorderen Körperende, erstrecken sich seitlich des Körpers, diesen überragend und sind am Ende breit abgerundet. In den Winkeln zwischen den Mundlappen und dem Körper sind eingesenkte Längsfurchen ausgebildet, die typisch für die Gattung sind. Im Ruhezustand überlappen die Mundlappen. Die abgeplatteten, dreieckigen Aurikel erreichen etwa ein Viertel der Körperlänge, sie unterstützen fingerartig die Nahrungsaufnahme. Seitlich der Mundöffnung sitzen, zwei Tentakeltaschen, die darin liegenden Tentakel sind beim ausgewachsenen Tier recht kurz und vermutlich rudimentär und funktionslos. Sie sind nicht, wie bei anderen Rippenquallen, einziehbar. Außerdem ist der schlitzartige Mund von einer Reihe kurzer, einfach gebauter Tentakel umgeben.
Die acht Reihen plattenförmiger Wimperplättchen ermöglichen dem Tier die Fortbewegung (die breiten Mundlappen sind an der Bewegung nicht beteiligt). Sie sind am lebenden Tier durch Lichtbrechung farbig schillernd. Wie typisch für die Ordnung Lobata, bestehen sie aus vier längeren und vier kürzeren Reihen. Am distalen (aboralen) Ende des Organismus sitzt in einer Einsenkung das apikale Sinnesorgan mit der Statocyste.
Die Larven besitzen einen eiförmigen Körper. Die beiden Tentakel sind bei ihnen, anders als bei den adulten Tieren, lang und auffällig, sie sitzen in zwei gut erkennbaren Tentakeltaschen. Die acht Reihen von Wimperplättchen sind bei ihnen nahezu gleich lang, sie erreichen nicht die Mundöffnung. Die charakteristischen Mundlappen beginnen sich ab einer Körperlänge von etwa 5 Millimeter auszubilden.

### Biolumineszenz

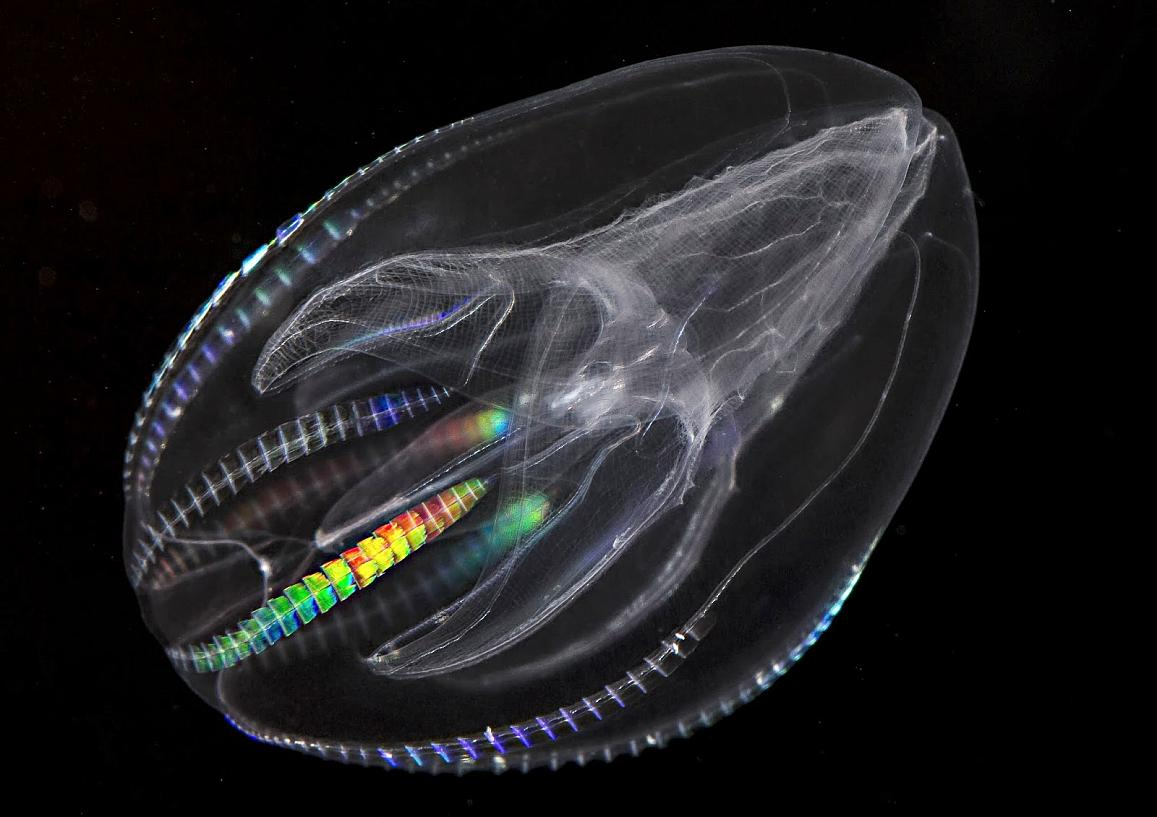
Bioluminiszierende Mnemiopsis leidyi

Individuen der Art können, wie die meisten Rippenquallen, durch Biolumineszenz im Dunkeln blaugrünes Licht erzeugen. Zu sehen sind, nur am dunkeladaptierten Tier, acht leuchtende Linien, die die Körperkontur nachzeichnen. Die Lumineszenz wird durch Berührung der Wimperplättchen, die als Mechanorezeptoren wirken, angeregt. Licht wird produziert in den Photocyten, Licht produzierenden Zellen, die auf der Außenseite der acht das Innere des Tiers durchziehenden Radialkanäle, zwischen den cilientragenden Zellen der Ruderplättchen und den Wandzellen der Kanäle, liegen. Wie typisch für Photocyten, ist das endoplasmatische Retikulum besonders stark ausgebildet. Das lichtemittierende Protein, oder Photoprotein, ist Mnemiopsin, ein Vertreter der Coelenterazine, die typisch für Rippenquallen und Nesseltiere sind. Entgegen früheren Vermutungen wurde nachgewiesen, dass Mnemiopsis das Protein selbst synthetisiert und nicht mit Beuteorganismen aus der Nahrung aufnimmt.

## Verbreitung als invasive Art

Links sind die natürlichen Verbreitungsgebiete von Mnemiopsis leidyi als Linie dargestellt, Orte wo die Art eingeschleppt wurde, sind rosa markiert

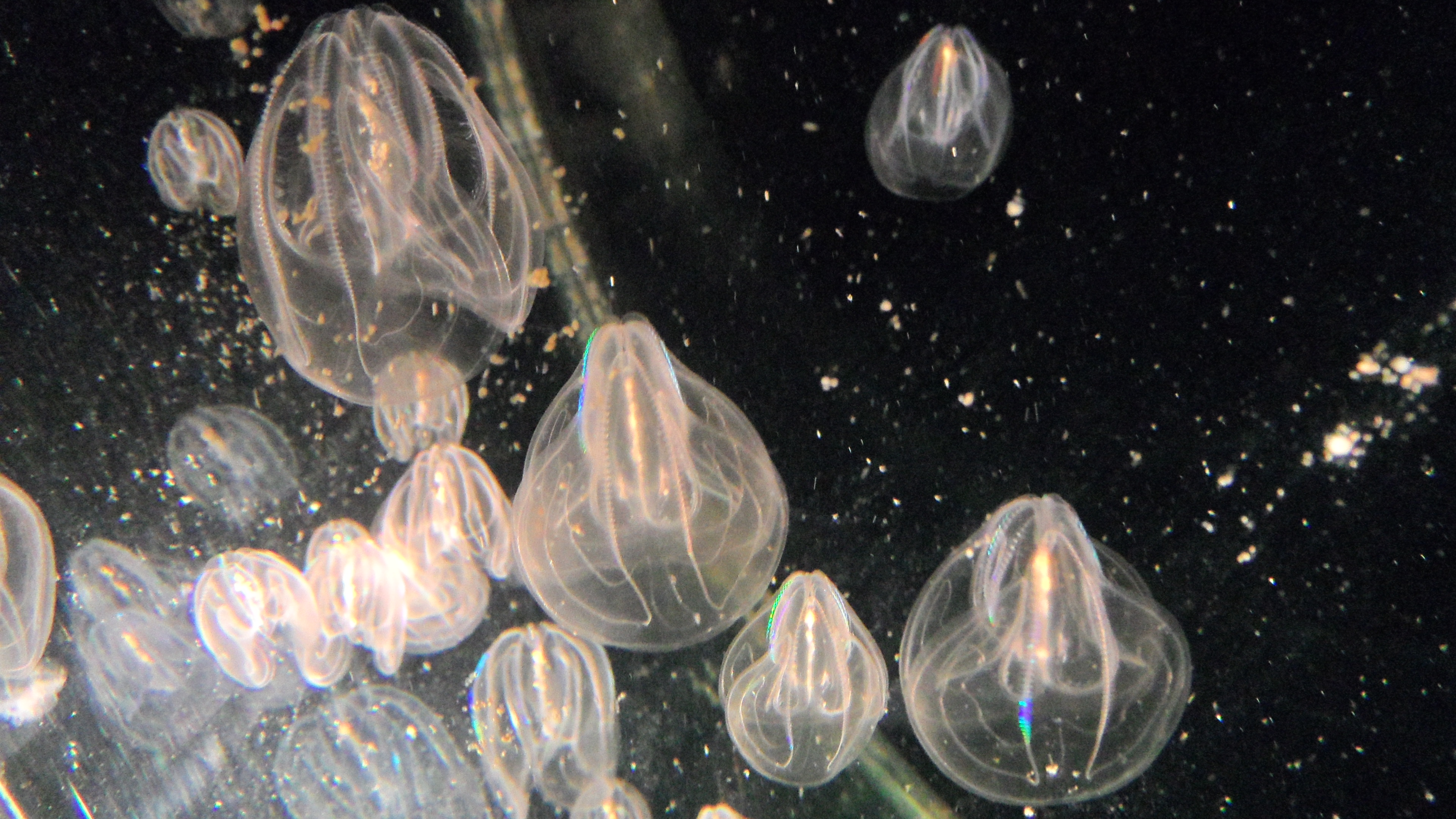
Eine kleine Gruppe von Meerwalnüssen

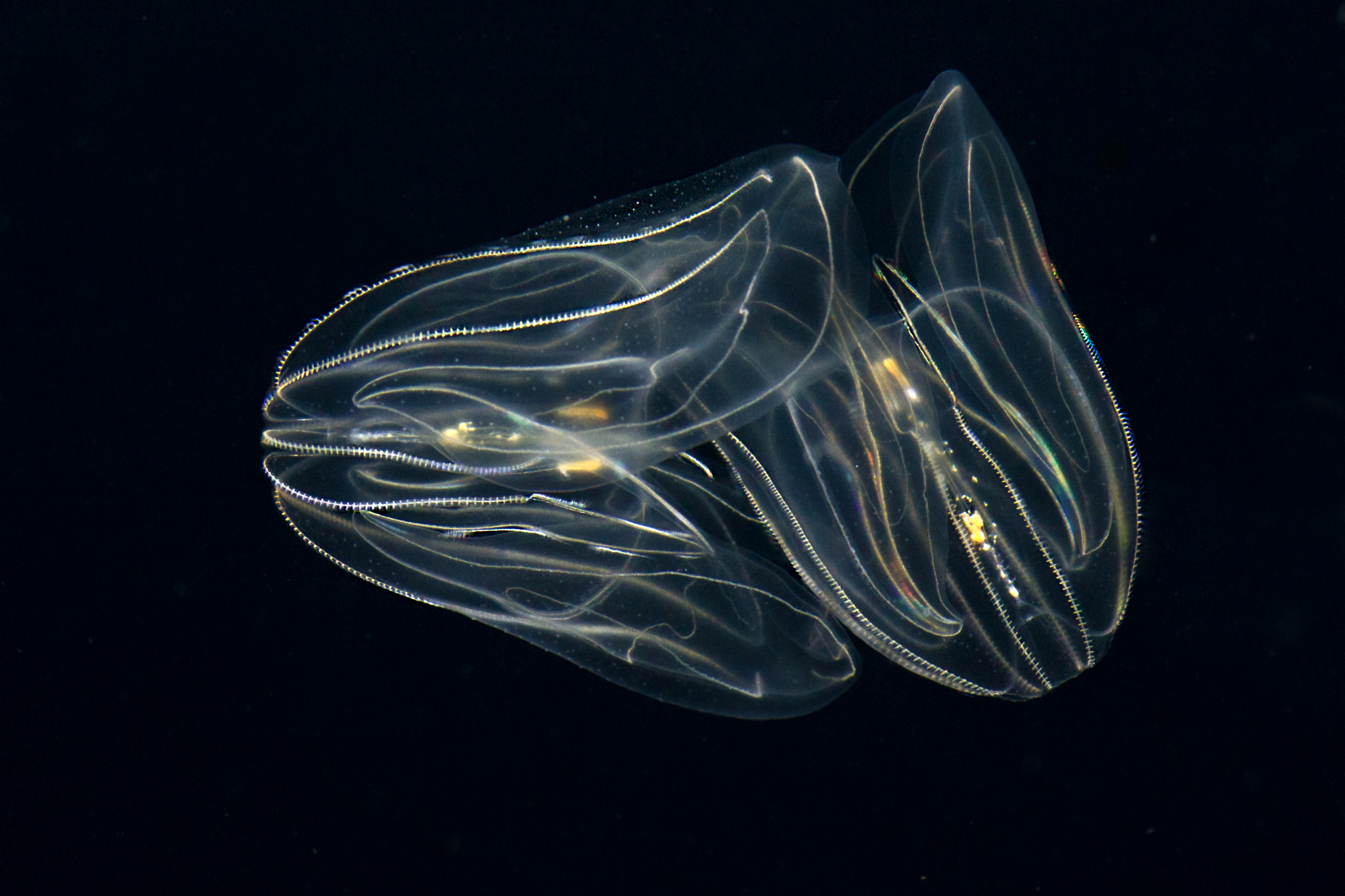
Zwei ausgewachsene Exemplare

Während die Bestände der Meerwalnuss im westlichen Atlantik, wo sie heimisch ist, stabil sind, kann sie sich als eingeschleppte Art massenhaft vermehren und so für Probleme sorgen, wenn sie auf gute Bedingungen mit ausreichend Nahrung und ohne nennenswerte Feinde treffen.
Als eingeschleppte Art ist Mnemiopsis leidyi für ihren verheerenden Einfluss auf Ökosysteme bekannt, da sie nicht nur mit einheimischen Fischarten um Nahrung konkurriert, sondern auch deren Eier und Larven frisst. Die Art zählt zu den 100 gefährlichsten Neobiota weltweit.
In so einem Fall gibt es die Möglichkeit der biologischen Kontrolle durch andere Arten, die als Fressfeind der Problemart eingesetzt werden. Im Fall der Meerwalnuss, konnte eine andere, eingeschleppte Rippenqualle, die Seemelone Beroe ovata, den ökologischen Kollaps verhindern.

### Schwarzes Meer
Die Art war ursprünglich in subtropischen Gewässern an der Atlantikküste von Nord- und Südamerika verbreitet. 1982 wurden erstmals Exemplare im Schwarzen Meer gesichtet. Vermutlich kamen sie durch Ballastwasser von Frachtschiffen dorthin. Auf Grund fehlender Feinde und optimaler Bedingungen, kam es zur Massenvermehrung durch den Neobioten, wobei einheimische Arten verdrängt wurden. Die Erträge der Sardellen-Fischerei fielen auf ein Zehntel dessen, was vor dem Eindringen der Art erzielt werden konnte. Ihre maximale Populationsdichte im Schwarzen Meer erreichte die Art 1989 mit über 300 Exemplaren pro Kubikmeter Wasser. Als Wissenschaftler aus Rostow am Don sich für die gezielte Einführung der Rippenqualle Beroe ovata, als Fressfeind, aussprachen, wurde festgestellt, dass diese bereits eingetroffen war. Die Interaktion zwischen den beiden invasiven Arten wurde mit Hilfe einer Langzeitbeobachtung dokumentiert. Im Ergebnis konnte festgestellt werden, dass das massenhafte Auftreten ausgewachsener Mnemiopsis leidyi-Exemplare sich seit der Anwesenheit von Beroe ovata nicht mehr vom Frühjahr bis in den Herbst erstreckt, sondern auf einen kürzeren Zeitraum im Sommer begrenzt ist.

### Kaspisches Meer
Vermutlich wiederum durch das Ballastwasser von Schiffen konnte Mnemiopsis leidyi auch in das Kaspische Meer vordringen.
Am 17. Oktober 2006 wurde die Art von Forschern des Leibniz-Institut für Meereswissenschaften auch in der Ostsee entdeckt. Eine Dichte von 30 Exemplaren pro Kubikmeter Wasser wurde festgestellt. Die Population stieg auch hier stark an und erreichte 92 Exemplare pro Kubikmeter. Die Art vermehrt sich am besten bei Wassertemperaturen zwischen 24 und 28 °C, kann sich aber ab 12 °C reproduzieren. An der amerikanischen Atlantikküste ist sie nördlich bis zur Narragansett Bay verbreitet. In der Ostsee und Nordsee können sie bei Wassertemperaturen bis 4 °C überwintern. Wärmere Winter könnten die Populationen daher noch schneller wachsen lassen.

### Nord- und Ostsee
Insgesamt treten in der Nordsee immer häufiger Quallen auf – darunter auch Fressfeinde der Mnemiopsis leidyi: die Glas-Lappenqualle Bolinopsis infundibulum und, wie im Schwarzen Meer, die Melonenquallen der Gattung Beroe. Forscher der zur Helmholtz-Gemeinschaft gehörenden Biologischen Anstalt Helgoland (BAH) deuteten diesbezüglich an, dass die Fressfeinde die Meerwalnuss zumindest – wie bereits im Schwarzen Meer geschehen – in Schach halten könnten.
Im Herbst 2007 erreichte Mnemiopsis leidyi die Danziger Bucht sowie den Finnischen und den Bottnischen Meerbusen. Auch in der Ostsee könnte die Meerwalnuss das Ökosystem empfindlich stören, da sie kaum natürliche Feinde hat.

### Mittelmeer
2016 wurden die ersten Exemplare in der Adria gesichtet, wo nachteilige Folgen für Fischerei und Tourismus befürchtet werden.
Mittlerweile konnte Mnemiopsis leidyi, außer im Mittelmeer, auch im angrenzenden Ägäischen Meer nachgewiesen werden.

## Taxonomie
In der Gattung Mnemiopsis sind drei Arten beschrieben. Mnemiopsis mccradyi Mayer, 1900 soll sich durch den stärker warzigen Körper von M.leidyi unterscheiden. Diese Art wurde an der amerikanischen Atlantikküste südlich von Cape Hatteras angegeben, gilt nun aber meist als synonym zu M.leidyi. Auch die Typusart der Gattung, Mnemiopsis gardeni L. Agassiz, 1860 ist möglicherweise synonym, so dass die Gattung monotypisch wäre. Dies würde aber nomenklatorische Probleme aufwerfen, weil, nach den Regeln der zoologischen Nomenklatur, dann dies der valide Name der Art wäre, so dass der, in Hunderten von Artikeln verwendete, Artname Mnemiopsis leidyi zum Synonym würde.
Mnemiopsis bildet mit den Gattungen Bolinopsis und Leseuria die Familie Bolinopsidae Bigelow, 1912. Allerdings wurde im Jahr 2015, nach genetischen Daten, die Monophylie dieser Familie in Zweifel gezogen.

## Trivia
In dem Roman Aufruhr der Meerestiere von Marie Gamillscheg befasst sich die Hauptfigur als Meeresbiologin mit der Meerwalnuss als Spezialgebiet.